# Phantom Justice
Phantom Justice er en amerikansk stumfilm fra 1924 instrueret af Richard Thomas.

## Medvirkende
- Rod La Rocque som Kingsley
- Garry O'Dell som Lorel
- Kathryn McGuire som Beatrice Brooks
- Frederick Vroom som Dr. Wills
- Lillian Leighton som Meg
- Frederick Moore som Doyle
- Gordon Dumont som Weasel
- Estelle Taylor som Harper
- Rex Ballard som Ruggles
- Norval MacGregor